# Odagiu
Numele Odagiu (variante: Odajii, Odajiu) provine de la cuvântul și vechea meserie de „odainic” (ajutor de cioban). La stână, odainicul răspundea de curățenia în odaia de preparare a brânzei și nemijlocit se preocupa de brânză și brânzeturi. Era o meserie răspândită în localitățile unde se practica oieritul, având un areal de râspândire din România până în Munții Caucaz.